# Garsington Opera
Garsington Opera è un festival estivo di opera, con spettacoli all'aperto, fondato nel 1989 da Leonard Ingrams. Per ventuno anni si è svolto nella tenuta di Ingrams a Garsington Manor nell'Oxfordshire. Dal 2011 la manifestazione è stata trasferita a Wormsley Park, tenuta della famiglia Getty nei pressi di High Wycombe nel Buckinghamshire in Inghilterra. Dopo la morte di Ingrams nel 2005, la direzione generale del festival è stata affidata a Anthony Whitworth-Jones.

## Opera a Garsington
Una caratteristica della programmazione del Garsington Opera è stata la combinazione di opere ben note con la scoperta di opere poco rappresentate. Fra queste ultime le prime britanniche di Elena egizia di Richard Strauss, di La gazzetta e L'equivoco stravagante di Rossini e L'incoronazione di Dario di Vivaldi. Il festival ha messo in scena anche le prime, a livello professionistico, di La vera costanza di Haydn, Die Liebe der Danae di Strauss, Šárka di Janáček e Cherevichki di Tchaikovsky.
Gli spettacoli si svolgono in un apposito padiglione progettato per essere montato stagionalmente per lo svolgimento del Festival, dall'interno del quale è possibile visualizzare il paesaggio circostante. Questo mantiene il collegamento con l'esterno, una tradizione del Garsington Opera. Agli spettatori viene servito champagne prima delle rappresentazioni, che iniziano in prima serata. Come al Glyndebourne Festival Opera, al Garsington Opera viene servita la cena durante l'intervallo ed è suggerito l'abito da sera. Tutte le opere vengono rappresentate in lingua originale con sottotitoli in lingua inglese.

## Storia

### Garsington Manor

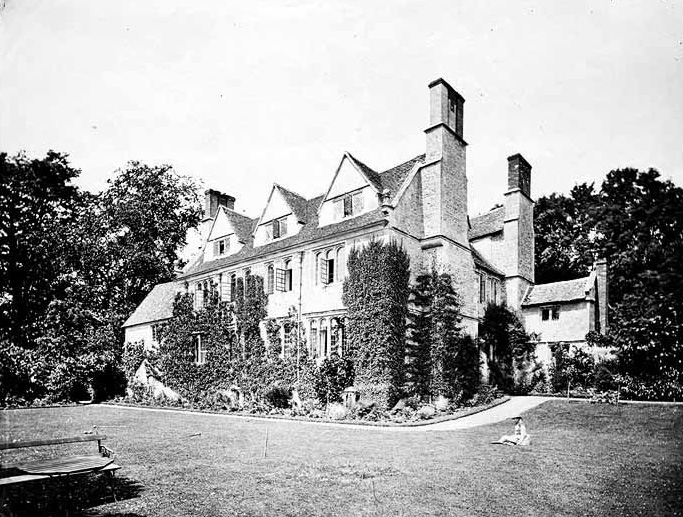
Garsington Manor in una fotografia del 1865 di Henry Taunt

Nel 1982, il finanziere Leonard Ingrams (fratello di Richard Ingrams, fondatore del Private Eye) e sua moglie Rosalind acquistarono Garsington Manor e intuirono subito di poter organizzare delle rappresentazioni all'aperto. La famiglia divenne subito nota come organizzatrice di questi spettacoli d'opera nei giardini della Manor.
Garsington Manor vide la prima rappresentazione nel 1989 quando Opera 80 mise in scena Le nozze di Figaro allo scopo di raccogliere fondi per la Oxford Playhouse. Il successo della rappresentazione portò, poco dopo, alla fondazione di Garsington Opera da parte di Leonard Ingrams. Nel 1990, la prima stagione mise in scena Così fan tutte di Mozart e la prima britannica di Orlando Paladino di Haydn. Ingrams chiese alla Guildhall Strings di suonare per la sua nuova società, e nel giro di pochi anni la Garsington Opera ebbe la sua orchestra il cui nucleo rimase quello della Guildhall Strings. Entro quattro anni la Garsington Opera iniziò a mettere in scena tre diverse produzioni di opere. Questo format rimane lo stesso fino ad oggi. Contemporaneamente cominciò presentando complete stagioni di quattro settimane di rappresentazioni.
Ingrams utilizzò anche il fienile di Garsington Manor per una serie annuale di concerti di musica da camera. Installò nel fienile la pannellatura del vecchio auditorium di Glyndebourne scartata quando fu costruito il nuovo auditorium al Glyndebourne Festival Opera. Il fienile è stato utilizzato anche come ristorante durante la stagione lirica, dove viene servita la cena durante l'intervallo. Le opere sono state eseguite sulla loggia in pietra che si affaccia sul giardino fiorito, progettato e piantato da Lady Ottoline Morrell quando possedeva la Manor durante e dopo la prima guerra mondiale e nella quale intratteneva i suoi illustri ospiti del Bloomsbury Group come ad esempio T.S. Eliot, Virginia Woolf, Bertrand Russell e W.B. Yeats. Poiché la domanda di assistere al festival andò rapidamente crescendo, Ingrams commissionò un auditorium, costruito appositamente, con 500 posti a sedere. L'auditorium è stato notato per la sua acustica naturale e le belle linee architettoniche. Il palco è stato in parte coperto da un baldacchino in PVC nel 1995, ma era aperto verso il giardino sul retro. Ogni anno alla fine della stagione l'intero manufatto veniva smontato e ospitato da Architen Landrell, progettista del baldacchino, per la manutenzione e la conservazione.
Schermi di insonorizzazione furono poi eretti intorno al teatro, in risposta alle lamentele di un gruppo di residenti che vivevano vicino a Garsington Manor. Nel 1996, i vicini ottennero una sentenza che prevede il risarcimento di 1.000 sterline per i rumori causati dalla rappresentazione delle opere. La sentenza venne però rovesciata in appello, e una delle vicine, Monica Waud, guidò i suoi vicini ad una disobbedienza civile nel 1997 durante la rappresentazione de Le pescatrici di Haydn. I manifestanti iniziarono simultaneamente a tagliare i loro prati con tosaerba elettrici e trattori diesel. Vennero messi in funzione gli allarmi delle auto e, come gran finale, un aereo privato, pilotato dal compagno di Miss Waud, volò sul teatro durante la rappresentazione. Nel 2001 i manifestanti, provarono senza successo ad invocare l'Human Rights Act per bloccare le rappresentazioni, sostenendo che veniva loro negato "il godimento pacifico delle loro proprietà". 
Il servizio di salute ambientale del sud Oxfordshire si impegnò nel monitoraggio delle rappresentazioni di opera in ogni stagione dal 2000 al 2005, ma giunse alla conclusione che non vi era nessun inquinamento acustico secondo le norme di legge.
Leonard Ingrams morì per attacco cardiaco il 27 luglio 2005 all'età di 63 anni. Nel novembre dello stesso anno, la Garsington Opera annunciò di voler continuare il festival, affidando la direzione generale ad Anthony Whitworth-Jones. Rosalind Ingrams (vedova di Leonard) divenne presidente e la loro figlia Catherine Ingrams entrò a far parte del consiglio d'amministrazione. Anthony Whitworth-Jones era stato direttore generale del Glyndebourne Festival Opera dal 1989 al 1998 e della Dallas Opera dal 2000 al 2002. 
Whitworth-Jones sostenne: "visto che sotto la guida appassionata di Leonard Ingrams, il festival ha ottenuto una reputazione di eccellenza musicale, con la presentazione di alcune affascinanti rarità operistiche e la promozione di giovani cantanti, cercherò di sostenere e sviluppare questa tradizione" Nella prima stagione sotto la guida di Whitworth-Jones' (2006), vennero rappresentate Mayskaja Noch di Rimsky-Korsakov, Don Pasquale di Donizetti e Der Stein der Weisen (La pietra filosofale), un'opera scritta in collaborazione tra Emanuel Schikaneder, Mozart ed altri membri del circolo di Mozart. Nell'aprile 2008, la famiglia Ingrams annunciò che la Manor non avrebbe potuto ospitare rappresentazioni dopo il 2010, anche se la famiglia continuava a sostenere il festival.

### Wormsley Park

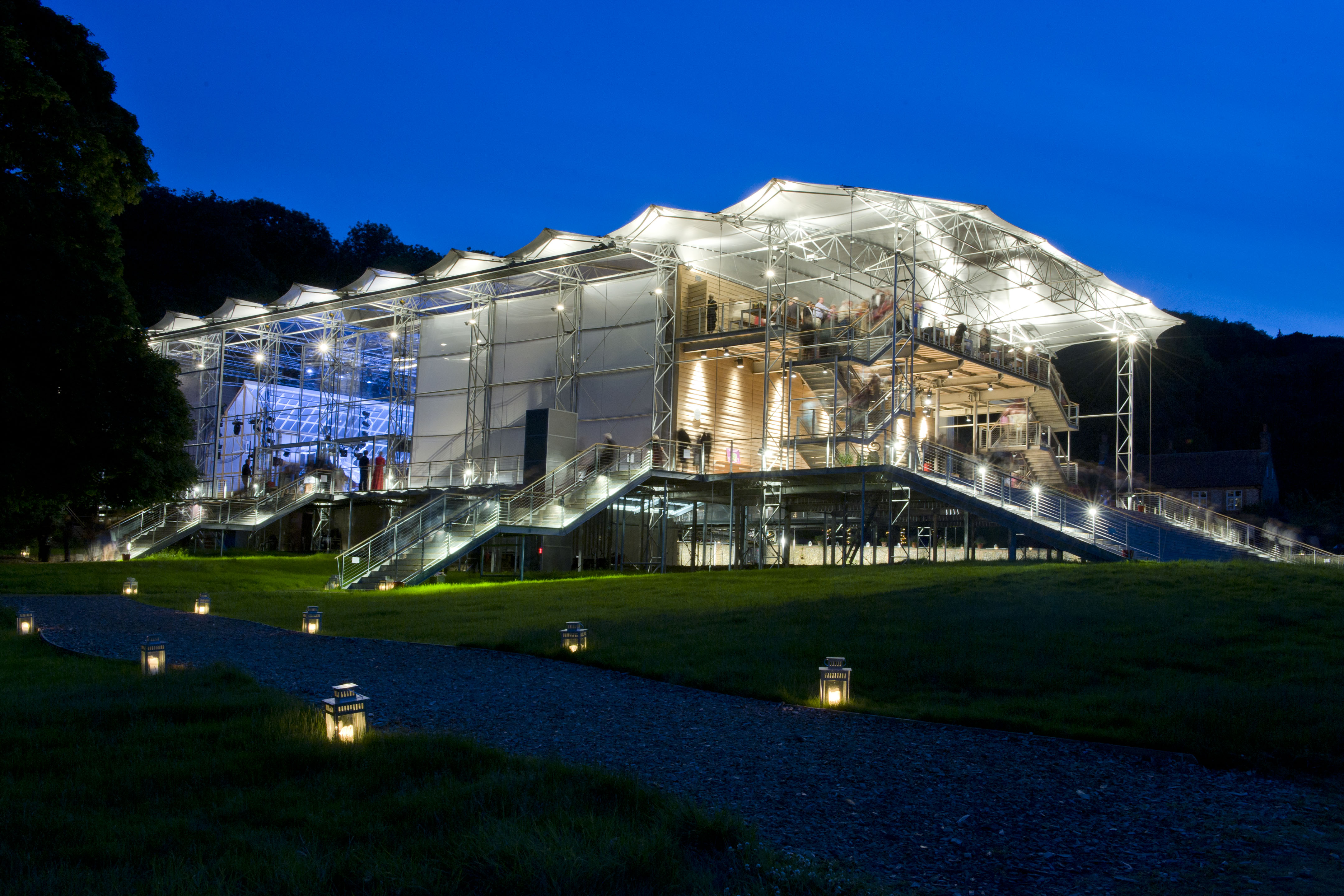
L'auditorium del Garsington Opera a Wormsley

La Garsington Opera annunciò, nell'aprile 2010, di aver raggiunto un accordo con la famiglia Getty per tenere il festival a Wormsley Park. Le rappresentazioni si sarebbero tenute in un padiglione di 600 posti a sedere, che come quello del Garsington Manor, era disegnato per essere montato e smontato ad ogni stagione. La prima stagione a Wormsley Park vide la rappresentazione di La verità in cimento di Vivaldi in prima esecuzione in Gran Bretagna, Il flauto magico di Mozart e Il turco in Italia di Rossini.

## Artisti famosi
Fra i cantanti che si sono esibiti al festival si ricordano Susan Chilcott (contessa in Le nozze di Figaro, 1993) Susan Bullock (Helena in Die ägyptische Helena, 1997) e Yvonne Kenny (Christine in Intermezzo, 2001). Fra i direttori d'orchestra David Parry, Ivor Bolton, Jane Glover e il fondatore del Grange Park Opera, Wasfi Kani. Oltre a dirigere il Garsington Opera, Kani è stato assistente direttore dal 1993 al 1998.

## Produzioni
- Beethoven
  - Fidelio (2009)
- Britten
  - The Turn of the Screw (1992)
  - Albert Herring (1996)
  - A Midsummer Night's Dream (2010)
- Haydn
  - Orlando Paladino (1990, prima esecuzione britannica)
  - Il mondo della luna (1991, 2000)
  - La vera costanza (1992, prima esecuzione britannica non dilettantistica)
  - L'infedeltà delusa (1993)
  - L'incontro improvviso (1994)
  - La fedeltà premiata (1995)
  - Le pescatrici (1997)
- Janáček
  - Šárka (2002, prima esecuzione britannica non dilettantistica)
  - Osud (2002)
- Martinů
  - Mirandolina (2009, prima esecuzione britannica)
- Mozart
  - Le Nozze di Figaro (1989)
  - Così fan tutte (1990)
  - Die Entführung aus dem Serail (1991)
  - Don Giovanni (1992)
  - Der Schauspieldirektor (1995)
  - Idomeneo (1996)
  - Lucio Silla (1998)
  - Die Zauberflöte (2001)
  - La finta giardiniera (2003)
  - Der Stein der Weisen (2006)
  - Il re pastore (2007)
- Rimsky-Korsakov
  - Mayskaya Noch (2006)
- Rossini
  - Il barbiere di Siviglia (1994)
  - Il turco in Italia (1996)
  - La pietra del paragone (1998)
  - La gazzetta (2001, prima esecuzione britannica)
  - La gazza ladra (2002)
  - L'equivoco stravagante (2004, prima esecuzione britannica)
  - Le comte Ory (2005)
  - La donna del lago (2007)
  - Armida (2010)
  - Maometto secondo (2013, prima esecuzione britannica)
- Schumann
  - Genoveva (2000, prima esecuzione britannica non dilettantistica)
- Richard Strauss
  - Ariadne auf Naxos (1993, 2007)
  - Capriccio (1994)
  - Daphne (1995)
  - Die ägyptische Helena (1997, prima esecuzione britannica)
  - Die Liebe der Danae (1999, prima produzione britannica)
  - Intermezzo (2001)
  - Die schweigsame Frau (2003)
- Stravinsky
  - The Rake's Progress (2008)
- Tchaikovsky
  - Cherevichki (2004, prima esecuzione britannica non dilettantistica)
- Vivaldi
  - L'incoronazione di Dario (2008, prima nel Regno Unito)
  - La verità in cimento (2011, prima nel Regno Unito)
  - L'Olimpiade (2012)